# Dansk Tennis Forbund
Dansk Tennis Forbund (DTF), det styrende organ for tennis i Danmark, er et specialforbund under Danmarks Idrætsforbund. Forbundet blev stiftet som Dansk Lawn-Tennis Forbund (senere Dansk Tennis Forbund) den 3. april 1920. Indtil da havde tennissporten i Danmark været organiseret i en sektion under Dansk Boldspil-Union. Siden 1937 har DTF været et selvstændigt specialforbund under Danmarks Idrætsforbund.
Forbundet består af tre lokalunioner, der fungerer som regionale forbund, der dækker hver deres geografiske område:
- Fyns Tennis Union (FTU), der også dækker Langeland og Tåsinge.
- Jyllands Tennis Union (JTU), der også dækker Fanø, Als og Mors.
- Tennis Øst, der dækker Sjælland, Lolland, Falster og Bornholm.

Tennisklubber kan kun være medlemmer af Dansk Tennis Forbund gennem en af de tre unioner.
Derudover har foreningen Danske Tennis Veteraner (DTV) selvstændig status inden for DTF med egne love og økonomi.
DTF afvikler årligt Danmarksmesterskaberne i tennis, såvel udendørs som indendørs, der officielt er afviklet siden 1904, og som DLTF overtog ansvaret for fra DBU i 1921. Forbundet afvikler ligeledes årligt DM for hold, såvel udendørs som indendørs, som er en divisionsholdturning, hvor den øverste række er Elitedivisionen.
Forbundet er endvidere ansvarlig for Danmarks Davis Cup-hold og Danmarks Fed Cup-hold.

## Ledelse
Dansk Tennis Forbund ledes af en bestyrelse på otte medlemmer, hvoraf de fire medlemmer er valgt på generalforsamlingen, mens de sidste fire medlemmer er repræsentanter for de tre lokalunioner, Tennis Øst, Fyns Tennis Union og Jyllands Tennis Union.
Forbundets daglige ledelse varetages af en ansat direktør.

### Formænd
| Periode   | Formand                 |
| --------- | ----------------------- |
| 1920-31   | Vagn Jacobsen           |
| 1931-49   | Percy Ipsen             |
| 1949-58   | Helge Hassel            |
| 1958-64   | Mogens Pagh             |
| 1964-69   | Einer Ulrich            |
| 1969-75   | Eigil Thielsen          |
| 1975-76   | Nils R. Hansen          |
| 1976-87   | John Bertelsen          |
| 1987-94   | Jørn Iversen            |
| 1994-96   | Preben Hansen           |
| 1996-97   | Henning Aasberg         |
| 1997-2002 | Peter Schak Larsen      |
| 2002-03   | Flemming Kosakewitsch   |
| 2003-04   | Finn Kalhauge           |
| 2004-16   | Henrik Klitvad          |
| 2016-     | Henrik Thorsøe Pedersen |

### Næstformænd
| Periode   | Næstformand          |
| --------- | -------------------- |
| 1920-24   | Aage Madsen          |
| 1924-26   | Harald Waagepetersen |
| 1926-28   | Svend Olsen          |
| 1928-1931 | C.J. Klein           |
| 1931-46   | Paul Buttenschøn     |
| 1946-49   | Helge Hassel         |
| 1949-50   | P. Thurø Carstensen  |
| 1950-53   | P. Andersen-Rosendal |
| 1953-61   | Chris Ramlow         |
| 1961-72   | Frede Lauritzen      |
| 1972-75   | Christian Uldall     |
| 1975-77   | Jørgen Pedersen      |
| 1977-87   | Jørn Iversen         |
| 1988-89   | Erik B. Jensen       |
| 1989-93   | John Ahlstrand       |
| 1993-94   | Preben Hansen        |
| 1994-99   | Henning Aasberg      |
| 1999-2001 | Michael Fiorini      |
| 2001-02   | Finn Kalhauge        |
| 2005-11   | Per Sørensen         |
| 2011-     | Thomas Kønigsfeldt   |

### Kasserere
| Periode   | Kasserer             |
| --------- | -------------------- |
| 1920-24   | Harald Waagepetersen |
| 1924-29   | Eugen Olsen          |
| 1929-33   | F. Nexøe-Larsen      |
| 1933-46   | Helge Hassel         |
| 1946-60   | Evald Fälling        |
| 1960-69   | Eigil Thielsen       |
| 1969-73   | Paul Dehlholm        |
| 1973-75   | Nils R. Hansen       |
| 1975-77   | Peter Bramsnæs       |
| 1977-81   | H.P. Michaelsen      |
| 1981-85   | Niels Thomsen        |
| 1985-93   | Kaj Andersen         |
| 1993-95   | Lars Grønbo          |
| 1995-2002 | Else Simonsen        |
| 2003-11   | H.C. Andersen        |
| 2011-15   | Poul Erik Pedersen   |
| 2015-     | Jan Winther          |

### Generalsekretærer og direktører
| Periode   | Generalsekretær                 |
| --------- | ------------------------------- |
| 1989-90   | Asbjørn Nordam                  |
| 1990-92   | Hans Kristensen                 |
| 1992-93   | Finn Christensen (konstitueret) |
| 1993-2002 | Niels Persson                   |
| Periode   | Direktør                        |
| 2002-11   | Niels Persson                   |
| 2012-16   | Sune Irgens Alenkær             |
| 2017-     | Klaus Nørby Jakobsen            |

## Medlemstal
Registeringen af medlemstal begyndte først i 1931.
| Medlemstal 1931-2015                                   |
|                                                        |
| Medlemmer af tennisklubber under Dansk Tennis Forbund. |

## DTF's hædersbevisninger

### Æresmedlemmer
Udnævnelse af æresmedlemmer af Dansk Tennis Forbund vedtages af generalforsamlingen og kræver et flertal på 5/6 af de afgivne stemmer.
| Udnævnt | Navn               |
| ------- | ------------------ |
| 2006    | Kurt Nielsen       |
| 2009    | Kronprins Frederik |

### Ambassadører
Ambassadører for Dansk Tennis Forbund.
| Udnævnt | Navn                    |
| ------- | ----------------------- |
| 2006    | Caroline Wozniacki      |
| 2007    | Kenneth Carlsen         |
| 2008    | Kenneth Kammersgaard    |
| 2013    | Frederik Løchte Nielsen |

### DTF's Guldnål
Dansk Tennis Forbunds Guldnål er den fineste hædersbevisning, der kan tildeles af DTF's bestyrelse. Prisen blev indstiftet den 15. juni 2006, hvor bestyrelsen besluttede at indstifte en nål, der var finere end æresnålen. Prisen anses for at være en helt speciel og ekstraordinær anerkendelse fra DTF's bestyrelse.
Guldnålen kan kun tildeles personer, som i forvejen har modtaget DTF's Æresnål, og gives til personer, som har haft et aktivt virke i dansk eller international tennis i mindst 16 år, og som har udmærket sig i særlig høj og værdifuld grad for tennissporten.
Beslutning om tildeling af DTF's Guldnål tages af DTF's bestyrelse, hvor mindst 3/4 af medlemmerne skal støtte forslaget.
| År   | Navn               |
| ---- | ------------------ |
| 2012 | Torben Brønner     |
| 2014 | Henrik Klitvad     |
| 2015 | Kronprins Frederik |
| 2017 | Boris Michailoff   |

### DTF's Æresnål
Dansk Tennis Forbunds Æresnål er indstiftet den 3. april 1945 i forbindelse med forbundets 25 års jubilæum.
Æresnålen kan kun tildeles personer, som i forvejen har modtaget DTF's Fortjenstnål, og gives til personer, som har haft et aktivt virke i dansk eller international tennis i mindst 12 år, og som i særlig høj grad har gjort sig fortjent til forbundets anerkendelse ved et mangeårigt værdifuldt arbejde for forbundet.
Beslutning om tildeling af DTF's Æresnål tages af DTF's bestyrelse efter indstilling fra et bestyrelsesmedlem eller fra en af forbundets lokalunioner.
| År   | Navn                    |
| ---- | ----------------------- |
| 1945 | Percy Ipsen             |
| 1945 | Svend Olsen             |
| 1945 | S. Jungersen            |
| 1945 | Poul Groes              |
| 1945 | Niels Ladefoged         |
| 1945 | Harald T. Waagepetersen |
| 1945 | Einer Ulrich            |
| 1945 | Frithiof Nexøe-Larsen   |
| 1946 | Paul Butenschøn         |
| 1949 | Johan Haanes            |
| 1950 | Axel Thayssen           |
| 1950 | Helge Hassel            |
| 1951 | Marcus Wallenberg Jr.   |
| 1951 | F. Bohnstedt            |
| 1951 | Curt Östberg            |
| 1954 | H. Munch Knudsen        |
| 1955 | Frede Lauritzen         |
| 1956 | Evald Fälling           |
| 1960 | Egon Knudsen            |
| 1960 | Kurt Nielsen            |
| 1961 | Chris Ramlow            |
| 1961 | Erhard Gerner Larsen    |
| 1961 | B.R. Limnell            |
| 1961 | Gunner Petersen         |
| 1961 | Jarl Hohental           |
| 1961 | Sulo Hyvärinen          |
| 1962 | Axel Schrøder-Hansen    |
| 1963 | Odd Erikson             |
| 1963 | P.R. Jørgensen          |
| 1963 | Vera Johansen           |
| 1964 | Mogens Pagh             |
| 1965 | Oscar Thielsen          |
| 1966 | Steen Heymann           |
| 1966 | Mats Hasselquist        |
| 1966 | Helge Schouboe          |
| 1968 | Christian Uldall        |
| 1968 | Carl de Geer            |
| 1969 | Reino Nyyssönen         |
| 1969 | Erik Strøbech           |
| 1970 | Eigil Thielsen          |
| 1970 | Poul Westh Jespersen    |
| 1973 | Jørgen Schov            |
| 1973 | Allan Heyman            |
| 1975 | Prins Henrik            |
| 1976 | Poul Christensen        |
| 1977 | Paul Dehlholm           |
| 1977 | Eli Semberg             |
| 1977 | Milly Vagn Nielsen      |
| 1978 | Jørgen Pedersen         |
| 1978 | Ib Sætter-Lassen        |
| 1981 | Peter Wallenberg        |
| 1982 | John Bertelsen          |
| 1985 | Niels Thomsen           |
| 1990 | John Ahlstrand          |
| 1990 | Jørn Iversen            |
| 1990 | Asbjørn Nordam          |
| 1991 | Boris Michailoff        |
| 1991 | Erik Nørgaard           |
| 1991 | Carl-Edvard Hedelund    |
| 1991 | Otto Buchwald           |
| 1992 | Poul Bruun Jacobsen     |
| 1993 | Kaj Andersen            |
| 1995 | Jan Leschly             |
| 1996 | Jørgen Ulrich           |
| 1996 | Søren Højberg           |
| 1997 | Helen Lykke-Møller      |
| 1998 | Hans Arentz             |
| 1999 | Henning Aasberg         |
| 2001 | Jørgen Torpe Kann       |
| 2002 | Chris Hestbæk           |
| 2002 | Peter Schak Larsen      |
| 2002 | Finn Kalhauge           |
| 2003 | Torben Brønner          |
| 2005 | Niels Persson           |
| 2006 | Henrik Klitvad          |
| 2007 | Kronprins Frederik      |
| 2008 | Brian Mikkelsen         |
| 2009 | Willy Håkonsson         |
| 2010 | Jens Leth               |
| 2010 | Mikael Bernhoft         |
| 2010 | Stuart Smith            |
| 2012 | Niels Nygaard           |
| 2012 | Merethe Christensen     |
| 2012 | Peter Sonnichsen        |
| 2014 | Vilhelm Gylstorff       |
| 2014 | Henning Damsgaard       |
| 2014 | Birthe Andersen         |
| 2014 | Birgit Hoffmeyer        |

### DTF's Ærestegn
Dansk Tennis Forbunds Ærestegn ("Waagepetersens Æresetui") er et cigaretetui af sølv, skænket af grosserer Harald T. Waagepetersen, med flere af datidens tenniskoryfæers navne indgraveret. Prisen tildeles en gang om året efter indstilling fra en lokalunion til en person, der enten sportsligt eller administrativt har gjort sig særligt fortjent til en belønning.
| År   | Navn                    | Lokalunion |
| ---- | ----------------------- | ---------- |
| 1955 | Anker Jacobsen          | KTU        |
| 1956 | Fanny Bruun             | LFLTU      |
| 1957 | Erik Christensen        | SLTU       |
| 1958 | Eva Bayer               | STU        |
| 1959 | P. Quist                | BLTU       |
| 1960 | Jørgen Wøhlk            | NLTU       |
| 1961 | Aage Sejer Hansen       | FTU        |
| 1962 | Einer Ulrich            | KTU        |
| 1963 | Ragnhild Semberg        | LFTU       |
| 1964 | Otto Buchwald           | SLTU       |
| 1965 | Palle Hove              | STU        |
| 1966 | Helge Clausen           | BLTU       |
| 1967 | Holger Hansen           | NLTU       |
| 1968 | Mogens Felsby           | FTU        |
| 1969 | Chris Ramlow            | KTU        |
| 1970 | Eli Semberg             | LFLTU      |
| 1971 | Bent Behrmann           | SLTU       |
| 1972 | P. Kleinstrup-Pedersen  | STU        |
| 1973 | Viggo Højen             | BTU        |
| 1974 | Frede Lauritzen         | NTU        |
| 1975 | N.L. Felsby             | FTU        |
| 1976 | Poul Christensen        | KTU        |
| 1977 | Max Nielsen             | LFLTU      |
| 1978 | Knud Jørgensen          | SLTU       |
| 1979 | Jørgen Pedersen         | STU        |
| 1980 | Veilgaard Jørgensen     | BTU        |
| 1981 | Merete Lange            | NTU        |
| 1982 | Erik Strøbech           | FTU        |
| 1983 | Boris Michailoff        | KTU        |
| 1984 | Vilhelm Gylstorff       | LFLTU      |
| 1985 | Erik Nørgaard           | SLTU       |
| 1986 | Jens Leth               | STU        |
| 1987 | Steen Clausen           | BTU        |
| 1988 | C.O. Skovgaard          | NTU        |
| 1989 | Aage Wichmann           | FTU        |
| 1990 | Jørgen Ulrich           | KTU        |
| 1991 | Peder Clement           | LFTU       |
| 1992 | Niels Nybjerg           | SLTU       |
| 1993 | Jens Christian Andersen | STU        |
| 1994 | Helen Lykke-Møller      | NTU        |
| 1995 | Johnny Nielsen          | FTU        |
| 1996 | Birthe Andersen         | KTU        |
| 1997 | Lillian Pilemand        | LFTU       |
| 1998 | Kristian Lund-Andersen  | SLTU       |
| 1999 | Peter Sonnichsen        | STU        |
| 2000 | Asbjørn Nordam          | NTU        |
| 2001 | Ebbe Larsen             | FTU        |
| 2002 | Henrik Andersen         | KTU        |
| 2003 | Ole R. Johansen         | LFTU       |
| 2004 | Arne Bode               | SLTU       |
| 2005 | Poul-Henning Vietz      | JTU        |
| 2006 | Bente Bassett           | FTU        |
| 2007 | Oddbjørn Unsett         | KTU        |
| 2008 | Jørgen Warberg          | SLTU       |
| 2009 | Henning Damsgaard       | JTU        |
| 2010 | Niels Erbo Andersen     | FTU        |
| 2011 | Søren Højberg           | KTU        |
| 2012 | Steffen Wanscher        | SLTU       |
| 2013 | Lars Elkjær             | JTU        |
| 2014 | Kristoffer Jørgensen    | FTU        |
| 2015 | Jesper Bjarnholt        | KTU        |
| 2016 | Kurt Søndergaard        | SLTU       |
| 2017 | Poul Erik Pedersen      |            |
| 2018 | Karl Hansen             | FTU        |

### DTF's Fortjenstnål
Dansk Tennis Forbunds Fortjenstnål er en pris, der er indstiftet i 1951 på opfordring fra lokalunionerne.
DTF's Fortjenstnål kan kun tildeles personer, der i forvejen har modtaget en lokalunions fortjenstnål, DTF's officialemblem eller DTF's Landskampsnål. Anerkendelsen gives til personer, som i mindst otte år har udført fortjenstfuldt arbejde til gavn for dansk tennis inden for forbundet, en union eller en klub.
Beslutning om tildeling af fortjenstnåle tages af DTF's bestyrelse. Hvis den gives for unions- eller klubarbejde tages beslutningen efter indstilling fra den pågældende lokalunion.
234 personer er blevet tildelt DTF's Fortjenstnål i perioden 1951-2015.

### DTF's Lederpris
Dansk Tennis Forbunds Lederpris blev indstiftet i 1973 og tildeles årligt til en person, som har gjort en ekstaordinær indsats for tennissporten. Prisen udgjorde i 1977 750 kr., men siden 1984 er beløbet blevet pristalsreguleret og andrager pr. 2017 ca. 1.500 kr.
DTF's bestyrelse vælger prismodtageren på sit ordinære januarmøde blandt de kanditater, som unionerne har indstillet til prisen.
| År   | Navn                     | Organisation                  |
| ---- | ------------------------ | ----------------------------- |
| 1973 | Th. Frederiksen          | Ryparken Tennisklub           |
| 1974 | Knud Jørgensen           | St. Heddinge Tennisklub       |
| 1976 | Otto Buchwald            | Hareskov-Værløse Tennisklub   |
| 1977 | Jens Leth                | Esbjerg Tennisklub            |
| 1978 | Erik Jelstrup            | Holte Tennisklub              |
| 1979 | Jonna Meyer              | HIK Tennis                    |
| 1980 | K. Nygaard               | AGF                           |
| 1981 | Thorkil Nyholm           | KTU                           |
| 1982 | H.H. Andersen            | Holte Tennisklub              |
| 1983 | Gunnar Thomsen           | Grindsted Tennisklub          |
| 1984 | Lene Halle               | Viborg Tennisklub             |
| 1985 | Lederne af Bornholm Open | Lederne af Bornholm Open      |
| 1986 | Jens Rosendal            | DTF                           |
| 1987 | Birthe Andersen          | KTU                           |
| 1988 | Erik Andersen            | Hjørring Tennisklub           |
| 1988 | Hans Arentz              | Dragør Tennisklub             |
| 1989 | Preben Hansen            | Hørsholm Rungsted Tennisklub  |
| 1989 | Hans Erik Sørvin         | Grenaa Tennisklub             |
| 1990 | Knud-Erik Lindegaard     | Sønderborg Tennisklub         |
| 1991 | Helen Lykke-Møller       | NTU                           |
| 1992 | Bror Christoffersen      | Hillerød Tennisklub           |
| 1993 | Jørgen Hansen            | Ringe Tennisklub              |
| 1994 | Dorte Ekner              | HIK Tennis                    |
| 1995 | Finn Kalhauge            |                               |
| 1996 | Jørgen Warberg           | Allerød Tennisklub            |
| 1997 | Jørgen Nørgaard Poulsen  | NTU                           |
| 1998 | Haakon Löe               | Aalborg Tennisklub            |
| 1999 | Torben Brønner           | Faaborg Tennisklub            |
| 2000 | Erik B. Jensen           | KB Tennis                     |
| 2001 | Bente Andersen           | Skagen Tennisklub             |
| 2002 | Jens Leth                | Esbjerg Tennisklub            |
| 2003 | Poul Christensen         |                               |
| 2004 | Lars Elkjær              | Randers Lawn Tennis Club      |
| 2006 | Erik Jan Pedersen        | JTU                           |
| 2008 | Henrik Klitvad           | DTF                           |
| 2009 | Jesper Bjarnholt         | Kløvermarkens Tennis Klub     |
| 2010 | Michael Grube Andersen   | Vester Skerninge Tennisklub   |
| 2011 | Kurt Christiansen        | Ballerup Tennisklub           |
| 2012 | Engelien Kuiper          | Nykøbing Falster Tennisklub   |
| 2013 | Ann Hansen               | Hjortshøj-Egaa Idrætsforening |
| 2014 | Søren Friis Trebbien     | Hvidovre Tennisklub           |
| 2015 | Henrik Maris             | Slagelse Tennisklub           |
| 2016 | Peder Helmuth            |                               |
| 2017 | Lars Gulmann             |                               |
| 2018 | Christian Lunøe          | B.93                          |

### DTF's Landskampsnål
Dansk Tennis Forbunds Landskampsnål er en anerkendelse, der tildeles de spillere, der har spillet repræsentative kampe for forbundet. Prisen blev indstiftet i 1941, og i 1945 blev det besluttet at uddele nålen med tilbagevirkende kraft til alle spillere, der havde deltaget i en landskamp for Dansk Tennis Forbund.
| År   | Navn |
| ---- | ---- |
| [[]] | [[]] |
| [[]] | [[]] |
| [[]] | [[]] |
| [[]] | [[]] |

### Årets Tennisspiller
"Årets tennisspiller" er blevet kåret årligt siden 1982, og siden 2001 har Dansk Tennis Forbund stået for kåringen. Vinderen udpeges af en jury, der består af danske tennisjournalister, der følger spillernes kamp for succes på den internationale tennisscene.
| År   | Navn                                                                          |
| ---- | ----------------------------------------------------------------------------- |
| 1982 | Therese Arildsen                                                              |
| 1983 | Tine Scheuer-Larsen                                                           |
| 1984 | Michael Tauson                                                                |
| 1985 | Davis Cup-holdet (Peter Bastiansen, Michael Mortensen og Michael Tauson)      |
| 1986 | Tine Scheuer-Larsen                                                           |
| 1987 | Davis Cup-holdet (Morten Christensen, Michael Tauson og Peter Bastiansen)     |
| 1988 | Frederik Fetterlein                                                           |
| 1989 | Michael Tauson                                                                |
| 1990 | Michael Tauson                                                                |
| 1991 | Kenneth Carlsen                                                               |
| 1992 | Kenneth Carlsen                                                               |
| 1993 | Davis Cup-holdet (Kenneth Carlsen, Frederik Fetterlein og Morten Christensen) |
| 1994 | Davis Cup-holdet (Kenneth Carlsen, Frederik Fetterlein og Morten Christensen) |
| 1995 | Frederik Fetterlein                                                           |
| 1996 | Sofie Albinus                                                                 |
| 1997 | Eva Dyrberg                                                                   |
| 1998 | Eva Dyrberg                                                                   |
| 1999 | Kristian Pless                                                                |
| 2000 | Kristian Pless                                                                |
| 2001 | Kenneth Carlsen                                                               |
| 2002 | Kenneth Carlsen                                                               |
| 2003 | Kenneth Carlsen                                                               |
| 2004 | Kenneth Carlsen                                                               |
| 2005 | Kenneth Carlsen                                                               |
| 2006 | Kristian Pless                                                                |
| 2007 | Caroline Wozniacki                                                            |
| 2008 | Caroline Wozniacki                                                            |
| 2009 | Caroline Wozniacki                                                            |
| 2010 | Caroline Wozniacki                                                            |
| 2011 | Caroline Wozniacki                                                            |
| 2012 | Frederik Løchte Nielsen                                                       |
| 2013 | Caroline Wozniacki                                                            |
| 2014 | Caroline Wozniacki                                                            |
| 2015 | Caroline Wozniacki                                                            |
| 2016 | Caroline Wozniacki                                                            |
| 2017 | Caroline Wozniacki                                                            |
| 2018 | Caroline Wozniacki                                                            |
| 2019 | Clara Tauson                                                                  |
| 2020 | Clara Tauson                                                                  |
| 2021 | Clara Tauson                                                                  |
| 2022 | Holger Rune                                                                   |

### Årets Juniortennisspiller
Kåringen af "Årets juniortennisspiller" blev indstiftet i 2003. Vinderen udpeges en gang om året og vælges af danske tennisjournalister.
| År   | Navn                       |
| ---- | -------------------------- |
| 2003 | Caroline Wozniacki         |
| 2004 | Caroline Wozniacki         |
| 2005 | Caroline Wozniacki         |
| 2006 | Caroline Wozniacki         |
| 2007 | Karen Barbat               |
| 2008 | Karen Barbat               |
| 2009 | Mai Grage                  |
| 2010 | Mai Grage                  |
| 2011 | Emilie Francati            |
| 2012 | U.13- og U.15-landsholdene |
| 2013 | Simon Friis Søndergaard    |
| 2014 | Simon Friis Søndergaard    |
| 2015 | U.12-landsholdet           |
| 2016 | Clara Tauson               |
| 2017 | Clara Tauson               |
| 2018 | Clara Tauson               |
| 2019 | Holger Rune                |
| 2020 | Elmer Møller               |
| 2021 | Johanne Svendsen           |

### C WorldWide Talentprisen
Prisen uddeles til det eller de talenter, der har klaret sig bedst målt på objektive kriterier. Med prisen følger et samlet beløb på 100.000 kroner.
| År   | Navn                                |
| ---- | ----------------------------------- |
| 2017 | Clara Tauson og Holger Nødskov Rune |
| 2018 | Clara Tauson og Holger Nødskov Rune |

### Årets Juniortræner
"Årets juniortræner" er kåret årligt siden 2011. Prisen uddeles af en jury bestående af en repræsentat fra DTF Elite & Talent samt en repræsentant for DTF Uddannelse. Alle kan indstille kandidater til prisen.
| År   | Navn                     |
| ---- | ------------------------ |
| 2011 | Jens Anker Buus Andersen |
| 2012 | Christoffer K. Madsen    |
| 2013 | Adam Juel-Blicher        |
| 2014 | Mogens Friis             |
| 2015 | Henrik Kjærulff          |

### Årets Tennisklub
"Årets Tennisklub" er en pris, som hvert år uddeles af Dansk Tennis Forbund til en af forbundets medlemsklubber. Kåringen af "Årets Tennisklub" er en hyldest til alle klubbers frivillige kræfter og en anerkendelse for det store arbejde, som ydes.
Kandidater til "Årets Tennisklub" nominers af lokalunioerne, som derefter i forbindelse med et seminar skærer kandidatfeltet ned til fire klubber. Den endelige vinder udpeges blandt disse fire kanditater af DTF's bestyrelse ud fra følgende tre kriterer:
- Rekruttering af nye medlemmer gennem konkrete aktiviteter.
- Fastholdelse af eksisterende medlemmer via et bredt og varieret aktivitetsudbud.
- Talentudvikling.

Prisen er uddelt siden 1993.
| År   | Klub                          |
| ---- | ----------------------------- |
| 1993 | Holbæk Tennisklub             |
| 1994 | Allerød Tennisklub            |
| 1995 | Skive Tennisklub              |
| 1996 | Tønder Tennisklub             |
| 1997 | Holte Tennisklub              |
| 1998 | Aars Tennisklub               |
| 1999 | Randers Lawn Tennis Club      |
| 2000 | Hørsholm/Rungsted Tennisklub  |
| 2001 | Hvidovre Tennisklub           |
| 2002 | Augustenborg Tennisklub       |
| 2003 | Kerteminde Tennisklub         |
| 2004 | Varde Idrætsforening          |
| 2005 | Vester Skerninge Tennisklub   |
| 2006 | Hareskov-Værløse Tennisklub   |
| 2007 | Roskilde Tennisklub           |
| 2008 | Odder Tennisklub              |
| 2009 | Sønderborg Tennisklub         |
| 2010 | Arbejdernes Tennisklub        |
| 2011 | Hjortshøj-Egaa Idrætsforening |
| 2012 | Esbjerg Tennisklub            |
| 2013 | Hvidovre Tennisklub           |
| 2014 | Fruens Bøge Tennisklub        |
| 2015 | Slagelse Tennisklub           |
| 2016 | Skovbakken Tennis             |
| 2017 | Aalborg Tennisklub            |
| 2018 | Ledøje-Smørum Tennisklub      |
| 2019 | Næsby Tennisklub              |
| 2020 | Stavtrub IF Tennisklub        |
| 2021 | ØBG Silkeborg Tennis og padel |
| 2022 | Hillerød Tennis og Padelklub  |

### Mogens Pagh-pokalen
Mogens Pagh-pokalen er en evigt vandrende pokal, udsat af forbundets tidligere formand, Mogens Pagh. Pokalen tilfalder hvert år den klub, der samlet opnår de bedste resultater ved DTF's ungdomsmesterskaber, og som har juniorspillere, der klarer sig godt i internationale turneringer.
| År   | Klub                         |
| ---- | ---------------------------- |
| 1966 | HIK Tennis                   |
| 1967 | KB Tennis                    |
| 1968 | KB Tennis                    |
| 1969 | KB Tennis                    |
| 1970 | KB Tennis                    |
| 1971 | KB Tennis                    |
| 1972 | KB Tennis                    |
| 1973 | HIK Tennis                   |
| 1974 | HIK Tennis                   |
| 1975 | HIK Tennis                   |
| 1976 | Lyngby Tennis Klub           |
| 1977 | HIK Tennis                   |
| 1978 | KB Tennis                    |
| 1979 | KB Tennis                    |
| 1980 | KB Tennis                    |
| 1981 | KB Tennis                    |
| 1982 | KB Tennis                    |
| 1983 | KB Tennis                    |
| 1984 | KB Tennis                    |
| 1985 | KB Tennis                    |
| 1986 | Hørsholm Rungsted Tennisklub |
| 1987 | Hørsholm Rungsted Tennisklub |
| 1988 | Hørsholm Rungsted Tennisklub |
| 1989 | Hørsholm Rungsted Tennisklub |
| 1990 | Hørsholm Rungsted Tennisklub |
| 1991 | Hørsholm Rungsted Tennisklub |
| 1992 | Hørsholm Rungsted Tennisklub |
| 1993 | Hørsholm Rungsted Tennisklub |
| 1994 | Hørsholm Rungsted Tennisklub |
| 1995 | Hørsholm Rungsted Tennisklub |
| 1996 | KB Tennis                    |
| 1997 | KB Tennis                    |
| 1998 | KB Tennis                    |
| 1999 | KB Tennis                    |
| 2000 | KB Tennis                    |
| 2001 | KB Tennis                    |
| 2002 | KB Tennis                    |
| 2003 | KB Tennis                    |
| 2004 | KB Tennis                    |
| 2005 | KB Tennis                    |
| 2006 | Lyngby Tennis Klub           |
| 2007 | Lyngby Tennis Klub           |
| 2008 | Lyngby Tennis Klub           |
| 2009 | KB Tennis                    |
| 2010 | KB Tennis                    |
| 2011 | KB Tennis                    |
| 2012 | KB Tennis                    |
| 2013 | KB Tennis                    |
| 2014 | KB Tennis                    |
| 2015 | KB Tennis                    |
| 2016 | KB Tennis                    |
| 2017 | HIK Tennis                   |

## Øvrige hædersbevisninger

### Dannebrogordenen
Dannebrogordenen blev i 2009 tildelt Kurt Nielsen, som er den eneste hidtidige modtager af ordenen med tilknytning til Dansk Tennis Forbund.

### DIF

#### DIF's ærestegn
Danmarks Idrætsforbunds Ærestegn er i perioden fra 1941 til 2016 blev tildelt 32 personer tilknyttet Dansk Tennis Forbund.
| År   | Navn                | Organisation             |
| ---- | ------------------- | ------------------------ |
| 1941 | Sv. Garnæs Hansen   | Odense                   |
| 1941 | Svend Olsen         | KB Tennis                |
| 1944 | Knud Lyhne          | Roskilde Tennisklub      |
| 1945 | von Eyben           | Skørping Tennisklub      |
| 1946 | A. Sørensen         | Roskilde Tennisklub      |
| 1946 | Paul Buttenschön    | HIK Tennis               |
| 1948 | Percy Ibsen         | HIK Tennis               |
| 1950 | Eugen Olsen         | HIK Tennis               |
| 1952 | Niels Ladefoged     | London                   |
| 1954 | Einer Ulrich        | HIK Tennis               |
| 1954 | H. Munch Knudsen    | Tønder Tennisklub        |
| 1954 | Ove Frederiksen     | KB Tennis                |
| 1955 | Frede Lauritzen     | Aalborg Tennisklub       |
| 1956 | Johannes Thorsen    | Skive Tennisklub         |
| 1956 | Helge Hassel        | Holte Tennisklub         |
| 1960 | Erik Henning Jensen | HIK Tennis               |
| 1970 | Helge Schouboe      | KB Tennis                |
| 1971 | P.R. Jørgensen      | B.93                     |
| 1974 | Eigil Thielsen      | HIK Tennis               |
| 1974 | Erik Strøbech       | Odense                   |
| 1974 | Ib Zimmermann       | Dragør Tennisklub        |
| 1975 | Christian Uldall    | Gentofte Tennisklub      |
| 1975 | Johannes Poulsen    | Holte Tennisklub         |
| 1975 | Jørgen Pedersen     | Sønderborg Tennisklub    |
| 1978 | Tage Møller         | Farum Tennisklub         |
| 1982 | Eli Semberg         | Nakskov Tennisklub       |
| 1986 | Henning Christensen | ATK                      |
| 1986 | John Bertelsen      | Hjortekær Tennisklub     |
| 1991 | Jørn Iversen        | Randers Lawn Tennis Club |
| 1993 | John Ahlstrand      | Rødovre Tennisklub       |
| 2003 | Boris Michailoff    | KB Tennis                |
| 2016 | Henrik Klitvad      | Dansk Tennis Forbund     |

### ITF og Tennis Europe

#### ITF Award for Services to the Game
15 danskere med tilknytning til Dansk Tennis Forbund er i perioden 1980-2015 blevet tildelt International Tennis Federation's pris, ITF Award for Services to the Game.
| År   | Navn                |
| ---- | ------------------- |
| 1980 | Allan Heyman        |
| 1986 | John Ahlstrand      |
| 1986 | Jørgen Ulrich       |
| 1990 | Anne-Mette Sørensen |
| 1990 | Tine Scheuer-Larsen |
| 1991 | Michael Mortensen   |
| 1995 | Finn Christensen    |
| 1997 | Otto Buchwald       |
| 1999 | Lone Vandborg       |
| 2000 | Jørgen Scheel       |
| 2003 | Kenneth Carlsen     |
| 2005 | Niels Persson       |
| 2006 | Kurt Nielsen        |
| 2010 | Henrik Klitvad      |
| 2017 | Torben Ulrich       |

#### Davis Cup Commitment Award
Syv danskere har modtaget denne pris, der gives til spillere, der har deltaget i 20 holdkampe på højeste niveau eller 50 holdkampe i alt i Davis Cup.
| År   | Navn                |
| ---- | ------------------- |
| 2013 | Einer Ulrich        |
| 2013 | Kurt Nielsen        |
| 2013 | Torben Ulrich       |
| 2013 | Jørgen Ulrich       |
| 2013 | Michael Mortensen   |
| 2013 | Frederik Fetterlein |
| 2013 | Kenneth Carlsen     |

#### Fed Cup Commitment Award
| År   | Navn                |
| ---- | ------------------- |
| 2017 | Tine Scheuer-Larsen |
| 2017 | Anne-Mette Sørensen |

#### Tennis Europe Award
| År   | Navn           |
| ---- | -------------- |
| 2007 | Henrik Klitvad |